# Distrito de Maarat an-Numan
El distrito de Ma‘arat an-Nu‘man (en árabe: منطقة معرة النعمان‎) es un distrito (mantiqah) de la gobernación de Idlib en Siria. En el censo de 2004 contaba con una población de 372 960 habitantes. La capital del distrito es la ciudad de Maarat an-Numan.

## Divisiones
El distrito de Ma‘arat an-Nu‘man se divide en 6 subdistritos o Nāḥiyas (población según el censo de 2004):